# Lobelia flaccidifolia
Lobelia flaccidifolia är en klockväxtart som beskrevs av John Kunkel Small. Lobelia flaccidifolia ingår i släktet lobelior, och familjen klockväxter. Inga underarter finns listade i Catalogue of Life.